# Gombojavyn Zandanshatar
Gombojav Zandanshatar (em mongol: Гомбожавын Занданшатар; 6 ou 8 de março de 1970) é um político mongol que atua como Primeiro-ministro da Mongólia desde 2025. Membro do Partido Popular da Mongólia, serviu como membro e presidente do Grande Khural do Estado até perder a reeleição nas eleições de 2024.

## Vida pregressa e educação
Gombojav Zandanshatar nasceu em Baatsagaan, Mongólia, em 6 ou 8 de março de 1970. Formou-se na Escola Secundária nº 77 em 1987, na Universidade Estatal de Irkutsk com graduação em economia financeira (1987-1992), obteve mestrado na Universidade de Maastricht, e doutorado na Universidade Estatal Russa de Recursos Naturais e Direito em 2012.

## Carreira

### Acadêmica e bancária
Na Universidade de Finanças e Economia, Zandanshatar foi pesquisador no Centro de Pesquisa de Negócios de Mercado (1992-1995). Atuou no Agricultural Bank (1995-1998), como vice-diretor no Khan Bank (2000-2003) e no Banco da Mongólia. Foi pesquisador visitante na Universidade Stanford (2014-2016) e presidente da Federação Mongol de Xadrez.

### Grande Khural do Estado
Foi Vice-Ministro da Alimentação e Agricultura (2003-2004) e Ministro das Relações Exteriores e Comércio (2009-2012). Chefiou o Secretariado do Gabinete do Governo (2017-2019).
Eleito para o Grande Khural do Estado em 2004, presidiu a assembleia de 2019 a 2024. Perdeu a reeleição em 2024 e foi secretário-geral do Partido Popular da Mongólia (2012-2013).

### Primeiro-ministro
Assumiu após a renúncia de Luvsannamsrain Oyun-Erdene em 3 de junho de 2025, decorrente de protestos sobre gastos excessivos de seu filho e perda de moção de censura. Foi eleito por 108 votos a 9 em 12 de junho.

## Vida pessoal
Zandanshatar fala inglês e russo e é casado com três filhos.

## Posições políticas
Defendeu corte de US$ 640 milhões no orçamento de 2025.

### Notícias
- «Mongólia tem novo primeiro-ministro que promete atender demandas econômicas de protestos». Associated Press. 13 de junho de 2025. Cópia arquivada em 24 de junho de 2025
- «Chefe de gabinete do presidente mongol nomeado novo PM». Xinhua News Agency. 13 de junho de 2025. Cópia arquivada em 24 de junho de 2025
- Bodeen, Christopher (3 de junho de 2025). «Mongólia rica em recursos enfrenta incerteza política após renúncia do premiê». Associated Press. Cópia arquivada em 24 de junho de 2025

### Web
- «Гомбожавын Занданшатар». Grande Khural do Estado. Cópia arquivada em 5 de outubro de 2022
- «Gombojavyn Zandanshatar». Universidade Stanford. Cópia arquivada em 24 de junho de 2025
- «Gombojav, ZANDANSHATAR». Representante permanente nas Nações Unidas. Cópia arquivada em 27 de setembro de 2012
- «Minister». Ministério das Relações Exteriores. Cópia arquivada em 29 de junho de 2012
- Martinovich, Milenko (2 de maio de 2017). «Colaboração em Stanford leva parlamento mongol a aprovar lei sobre pesquisas de opinião». Universidade Stanford. Cópia arquivada em 24 de junho de 2025